# Chamama Alasgarova
Pour les articles homonymes, voir Alasgarov.
Chamama Alasgarova (azéri : Şamama Məmməd qızı Ələsgərova), née le 8 mars 1904 à Erevan et morte le 2 avril 1977 à Bakou, est une gynécologue azerbaïdjanaise puis soviétique, Héros du travail socialiste (1969).

## Biographie
Chamama Mammad guizy Alasgarova est née le 8 mars 1904 à Erevan. Elle commence sa carrière comme interne en 1941 dans un hôpital militaire.Jusqu'en 1945, elle travaille également au service du personnel du Commissariat du peuple à la santé de la RSS d'Azerbaïdjan. De 1945 à 1977, elle est médecin-chef de la maternité n°5 de la ville de Bakou du nom de N.K.Krupskaya. Sous la direction d'Alasgarova, la maternité n°5 devient l'une des institutions thérapeutiques et préventives exemplaires de la république. Elle mène des recherches sur les thèmes de la santé maternelle et infantile, ainsi que sur le traitement et la prévention des maladies gynécologiques. Elle lutte activement contre la propagation du paludisme et des helminthiases en Azerbaïdjan.
Par décret du Présidium du Soviet suprême de l'URSS du 4 février 1969, Alasgarova Chamama Mammadovna reçoit le titre de Héros du travail socialiste.

## Distinctions
- Ordre de Lénine
- Docteur honoré de la RSS d'Azerbaïdjan (1960).
- Insigne Excellence en santé publique (1958).

## Mémoire
Depuis 1996, la maternité n°5 de la ville de Bakou porte le nom de Chamama Alasgarova.